# En Masse Entertainment
En Masse Entertainment, Inc. (anciennement Bluehole Interactive, Inc. ) était un éditeur américain de jeux vidéo. Fondée en juin 2008, la société est basée à Seattle, dans l'État de Washington, et est surtout connue pour l'édition du jeu de rôle en ligne massivement multijoueur TERA, développé par la société mère Bluehole. 
Après onze ans d’activités, En Masse Entertainment annonce sa fermeture sans toutefois évoqué les raisons.  

## Histoire
Le comité de direction originel d'En Masse avait une vaste expérience dans l'industrie du jeu vidéo au sein de sociétés de premier plan, notamment Blizzard Entertainment, Microsoft, NCsoft, ArenaNet et Electronic Arts. 
En janvier 2013, Chris Lee et Soo Min Park sont devenus directeur général et chef de l'exploitation. 
Le 5 novembre 2018, Bluehole et ses filiales, dont En Masse, ont été réorganisées horizontalement sous la nouvelle société mère, Krafton Game Union. 

## Jeux édités
| Titre                                       | Date de sortie | Plates-formes                                              |
| ------------------------------------------- | -------------- | ---------------------------------------------------------- |
| TERA                                        | 2012           | PlayStation 4, Windows, Xbox One                           |
| Zombies Monsters Robots                     | 2014           | Windows                                                    |
| Fruit Attacks                               | 2015           | Android, iOS                                               |
| Pocket Platoons                             | 2015           | Android, iOS                                               |
| Alliance of Valiant Arms                    | 2016           | Microsoft Windows                                          |
| Kritika Online                              | 2017           | Steam                                                      |
| Stranger Things: The Game                   | 2017           | iOS, Android                                               |
| CLOSERS                                     | 2018           | PlayStation 4, Windows, iOS                                |
| The Dark Crystal: Age of Resistance Tactics | 2019           | Nintendo Switch, PlayStation 4, Xbox One, Windows et MacOS |